# أريادني أوليفر
أريادني أوليفر (بالإنجليزية: Ariadne Oliver)‏ هي كاتبة روايات بوليسية وإحدى الشخصيات التي تظهر بشكل متكرر في روايات أجاثا كريستي وتحديدا تلك التي يظهر فيها هيركيول بوارو. وهي إعادة تمثيل فكاهية لشخصية أجاثا كريستي نفسها.
لا توجد أي معلومات عن زوجها. ويُعرف عنها كراهيتها للكحول، وللظهور العام، وولعها الشديد بالتفاح حتى تخلت عنه بعد أحداث حفل الهالوين. لها خادمة تُدعى ميلي، تبذل كل ما بوسعها للتأكد من أن التقدير العام لا يُشكل عبئاً على مخدومتها، لكنها لا تبذل الجهد ذاته للتأكد من أن مخدومتها لا تشكل عبئاً على الآخرين.
ألفت ما ينوف عن ستٍ وخمسين رواية، وتكره بشدة اقتراحات الناس بشأن شخصيات قصصها. وهي الوحيدة في عالم بوارو التي لاحظت أنه «من غير الطبيعي أن يكون خمسة أو ستة أشخاص مشتبهاً بهم بشدة لقتلهم، وكلهم يملك دافعاً قوياً لقتله.» قابلت بوارو للمرة الأولى عندما وضع كل منهما أوراقه على الطاولة، ومنذ ذلك الحين لم تتوقف عن إزعاجه. ازداد ظهورها في روايات أجاثا كريستي لبوارو و هي تساعد بوارو كثيراً في كشف القاتل، وقد انحصر ظهورها في الروايات فقط ولم تظهر في أي قصة قصيرة مع بوارو.

## الروايات التي ظهرت فيها
- الورق على الطاولة (1936)
- موت السيدة ماجنتي (1952)
- مبنى الرجل الميت (1956)
- قطة بين الحمام (1959)
- الحصان الأشهب (1961) - وهي الرواية الوحيدة التي ظهرَت فيها بدون بوارو -
- الفتاة الثالثة (1966)
- حفلة الهالوين (1969)
- ذاكرة الأفيال (1972)